# Kitajski kostanj
Kitajski kostanj  (znanstveno ime Castanea mollissima) je  drevo iz družine bukovk, ki je samoniklo na Kitajskem Tajvanu in Koreji.

## Opis
Kitajski kostanj je listopadno drevo, ki v višino doseže do 20 m in ima široko krošnjo. Listi so podobni listom navadnega kostanja in v dolžino dosežejo med 10 in 22 cm ter v širino med 4,5 in 8 cm. Rob je nazobčan. Cvetovi so od 4 do 20 cm dolge mačice. Ženski cvetovi se nahajajo na zgornji strani mačice, moški pa na spodnji. Iz oplojenih ženskih cvetov se razvijejo bodičaste ježice, v katerih so dva ali trije užitni plodovi, ki v premeru merijo od 2 do 3 cm. Ježice v premeru merijo med 4 in 8 cm.  
Kitajski kostanj veliko gojijo za prehrano. Za povečanje prirasta kostanja so doslej vzgojili že več kot 300 različnih kultivarjev kitajskega kostanja.